# Sarke
A Sarke norvég thrash/black metal együttes.

## Története
2008-ban alakultak Bergenben. A Tulus és a Khold zenekarok tagja, Sarke alapította. Hozzá csatlakozott Anders Hunstad billentyűs és Nocturno Culto a Darkthrone-ból, aki a zenekar énekese is. Eddig öt nagylemezt adtak ki. Zeneileg a klasszikus metal zenekarok ihlették őket (például: Celtic Frost, Kreator, Motörhead, Slayer stb.)

## Tagok
- Sarke - dob, gitár (2008-2011), basszusgitár (2011-)
- Nocturno Culto - ének (2008-)
- Anders Hunstad - billentyűk (2008-)
- Terje Kråbol - dob (2011-)
- Steinar Gundersen - gitár (2011-)

## Korábbi tagok
- Cyrus - gitár (2011)

## Diszkográfia
- Vorunah (2009)
- Oldarhian (2011)
- Aruagint (2013)
- Bogefod (2016)
- Viige Urh (2017)
- Gastwerso (2019)